# Lecidea hassei
Lecidea hassei är en lavart som beskrevs av Zahlbr. Lecidea hassei ingår i släktet Lecidea och familjen Lecideaceae.   Inga underarter finns listade i Catalogue of Life.